# The Break-Up
The Break-Up er en amerikansk romantisk komediefilm fra 2006 instrueret af Peyton Reed. Filmen har Vince Vaughn og Jennifer Aniston i hovedrollerne. Vaughn var også med til at skrive manuskriptet og producerede filmen.

## Medvirkende
- Vince Vaughn som Gary Grobowski
- Jennifer Aniston som Brooke Meyers
- Joey Lauren Adams som Addie Jones
- Cole Hauser som Lupus Grobowski
- Jon Favreau som Johnny Ostrofski
- Jason Bateman som Mark Riggleman
- Judy Davis som Marilyn Dean
- Justin Long som Christopher Hirons
- John Michael Higgins som Richard Meyers
- Ann-Margret som Wendy Meyers
- Vincent D'Onofrio som Dennis Grobowski
- Peter Billingsley som Andrew
- Mary-Pat Green som Mischa
- Keir O'Donnell som Paul Grant
- Geoff Stults som Mike Lawrence

## Ekstern henvisning
- The Break-Up på Internet Movie Database (engelsk)
- The Break-Up på Filmdatabasen
- The Break-Up på Scope
- The Break-Up i Svensk Filmdatabas (svensk)
- The Break-Up på AlloCiné (fransk)
- The Break-Up på MovieMeter (nederlandsk)
- The Break-Up på AllMovie (engelsk)
- The Break-Up på Turner Classic Movies (engelsk)
- The Break-Up på The Movie Database (engelsk)
- The Break-Up på Rotten Tomatoes (engelsk)